# ARID4B
ARID4B‏ (AT-rich interaction domain 4B) هوَ بروتين يُشَفر بواسطة جين ARID4B في الإنسان.